# Vredespijp

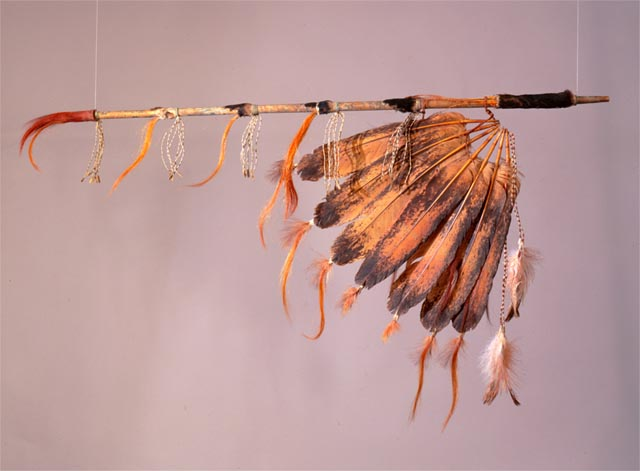
Een vredespijp van de Lakota (Sioux) althans de steel, zonder de pijp zelf. Deze pijp is tentoongesteld in Library of Congress van de Verenigde Staten

Een vredespijp of calumet is een ceremoniële pijp die door veel indianenvolkeren in de VS wordt gebruikt, traditioneel als symbool van de vrede.
Met vredespijpen rookte men heilig geachte tabak. Tijdens het vullen van de pijp zei men een gebed in alle vier windrichtingen, maar ook richting moeder aarde en vader hemel. Nadat de pijp gevuld was, werd enig tabak op de aarde gestrooid.

## Vredespijp in taal en cultuur
De vredespijp heeft in de Nederlandse taal zijn intrede gedaan. Voorbeelden daarvan zijn:

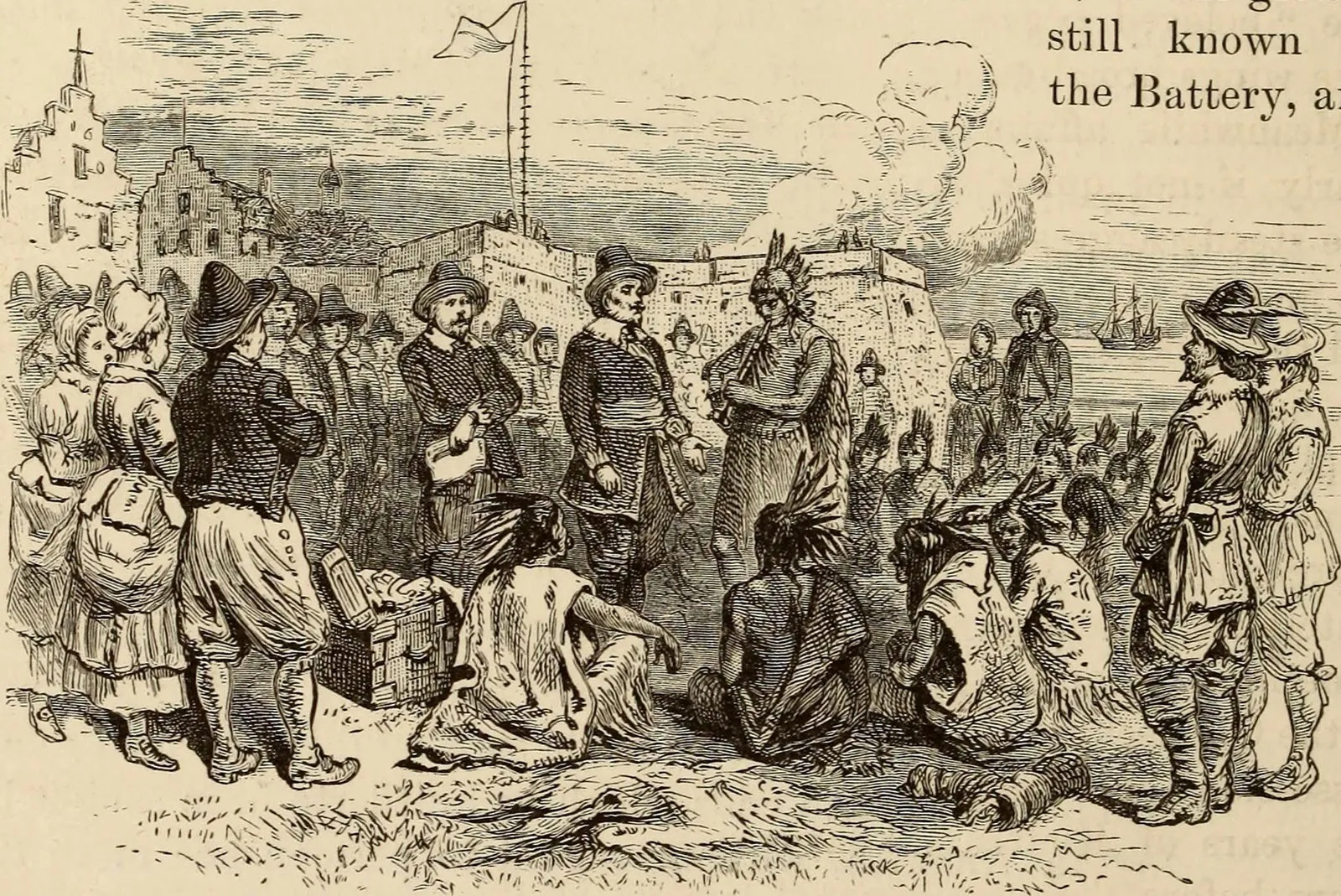
Willem Kieft en een Algonquian Chief roken de vredespijp na de Oorlog van Kieft, 1645

De vlag van Oklahoma bevat een vredespijp.

- roeren we de oorlogstrom of roken we een vredespijp?
- vredespijp en vrijheidssigaar (in het kader van het handelsembargo tegen Cuba)
- Iedereen wil de vredespijp roken, maar niemand gaat de tabak halen.
- Bonk-bonk-bonk! klopte Klaas boven. ‘Rooken mijn broeders de vredespijp?’ (1909 - Uit Theo Thijssen, Jongensdagen)
- De vredespijp wordt gerookt, een tijdelijk akkoord getroffen, waarna het duel wordt hervat (1733 - Uit Peter Altena, Literatuur als mogelijk bedrog. Over De Leevens Byzonderheden, van Johan Hendrik, Baron van Syberg)